# Joseph Licklider
Joseph Carl Robnett Licklider (St. Louis, 11 marzo 1915 – Arlington, 26 giugno 1990) è stato un informatico e psicologo statunitense, considerato una delle figure più importanti nella storia dell'informatica e del calcolo generale.

## Biografia
Era l'unico figlio di Joseph Parron Licklider (1873-1962), un ministro battista, e Margaret Robnett Licklider (1881-1977). Nonostante il background religioso di suo padre, non era religioso in età avanzata.
I primi anni ha mostrato un precoce interesse per l'ingegneria. Da bambino costruiva modellini di aeroplani.  Durante i suoi anni di crescita e nella sua età adulta, Joseph ha rinnovato le automobili.
Ha studiato alla Università Washington a Saint Louis, dove ha conseguito una laurea triennale in fisica e matematica nel 1937 e un master in psicologia nel 1938. Ha conseguito un dottorato di ricerca. in psicoacustica presso l'Università di Rochester nel 1942. Successivamente, ha lavorato presso l'Università di Harvard come ricercatore e docente nel Laboratorio di Psicoacustica dal 1943 al 1950.
Dopo la laurea in psicologia, si dedicò alla psicoacustica, settore in cui fu impegnato per 25 anni. Dal 1951 al 1962 lavorò al Laboratorio Lincoln del Massachusetts Institute of Technology (MIT) facendo esperimenti sulle capacità uditive del cervello umano.

Verso la fine degli anni cinquanta cominciò ad interessarsi al computer come mezzo di comunicazione. Nel 1960 scrisse l'articolo Man-Computer Symbiosis, in cui teorizzò la possibilità che il computer fosse uno strumento con cui tutti potevano interagire.
Grazie all'articolo fu notato dal governo federale, che gli affidò l'incarico di direttore dell'Information Processing Techniques Office ("Ufficio delle tecniche di elaborazione delle informazioni"), la sezione informatica di Arpa (Advanced Research Projects Agency, "Agenzia per i progetti di ricerca avanzata"), fondata appena due anni prima. Si trasferì a Washington nel 1962.

Licklider fu protagonista dello sviluppo di Arpa fino alla creazione della prima rete di computer multi-piattaforma, avvenuta nel 1969.

## Eredità culturale
Come Vannevar Bush, il contributo di Licklider allo sviluppo di Internet consiste più di idee che non di invenzioni. Ha previsto l'esigenza di calcolatori in rete con interfacce utente facili da usare. Le sue idee prevedevano computazione grafica, interfacce punta-e-clicca, biblioteche digitali, commercio elettronico, operazioni bancarie on-line e software che esiste su una rete e migra laddove necessario.
Licklider è stato determinante nel concepire, finanziare e gestire la ricerca che ha portato ai moderni personal computer e a Internet. Il suo articolo sulla Simbiosi Uomo - Computer preannunciava la computazione interattiva, e fu alla base dei primi sforzi compiuti nello sviluppo di applicazioni, in particolare i lavori di Douglas Engelbart, che ha fondato l'Augmentation Research Center della Stanford Research Institute e ha creato il famoso On-Line System. Ha svolto un ruolo simile nell'ideazione e nel finanziamento delle prime ricerche sulle reti, a cominciare da Arpanet. Il suo articolo del 1968 sul calcolatore come dispositivo di comunicazione predice l'uso delle reti di calcolatori a sostegno delle comunità di interesse e di collaborazione indipendentemente dalla loro localizzazione.
Nel 1963, per scherzo, invia un documento ai suoi colleghi intitolato Memorandum for members and affiliates of the Intergalactic Computer Networks dove teorizza la possibilità di una Internet interplanetaria. In suo onore fu dato il nome Licklider Transmission Protocol a un protocollo delle IPN.
La sua linea di facoltà del MIT è stata trasferita al Laboratory for Computer Science dell'Istituto, dove ha lavorato per il resto della sua carriera. È stato un membro fondatore di Infocom nel 1979, noto per i loro giochi per computer di narrativa interattiva. Si ritirò e divenne professore emerito nel 1985.
Morì all'età di 75 anni, nel 1990.

## Opere
- An Electrical Investigation of Frequency-Localization in the Auditory Cortex of the Cat. Ph.D. Thesis University of Rochester, 1942.
- Man-Computer Symbiosis, in: Transactions on Human Factors in Electronics, volume HFE-1, marzo 1960, pp. 4–11.
- Memorandum for Members and Affiliates of the Intergalactic Computer Network, Advanced Research Projects Agency, 23 aprile 1963.
- Libraries of the future. Cambridge, Mass., M.I.T. Press, 1965.
- Man-Computer Partnership, in: International Science and Technology, maggio 1965.
- Televistas: Looking ahead through side windows, in: Report of the Carnegie Commission on Public Television, 1967, pp. 201–225.
- Computers Are Helping Scientists Locate That Particular Pebble in the New Avalanche of Information, in: The New York Times, 9 gennaio 1967.
- "The Computer as a Communication Device", in: Science and Technology, aprile 1968.